# Filles des îles
Pour plus de détails, voir Fiche technique et Distribution.
Filles des îles (Song of the Islands)  est un film musical américain de Walter Lang, sorti en 1942.

## Synopsis
Effervescence sur l'île hawaïenne d'Ahmi-Oni : l'Irlandais O'Brien, intégré à la vie autochtone, accueille sa fille Eileen de retour d'études avec quelque mobilier... 
Un peu plus tard, un autre bateau sans personne à la barre s'échoue sur leur plage; seuls passagers, Jefferson Harper et Rusty Smith dorment à bord ! Le premier contact se fait charmeur entre Eileen, qui joue la vahinée ingénue, et Jefferson, qui sous ses airs désinvoltes vient en fait sur ordre de son père, homme d'affaires de Chicago, inspecter leur ranch situé de l'autre côté de l'île. De son côté, Rusty se voit courtisé par la pressante Palola, au père envahissant.
L'hédonisme du vieil irlandais indolent bute bientôt sur l'affairisme forcené de l'américain qui fait spécialement le déplacement pour activer les négociations et racheter sa terre afin d'y construire une jetée, des entrepôts et ainsi faciliter l'acheminement de son bétail. L'idylle naissante entre les jeunes gens viendra tempérer l'antagonisme entre leurs pères aux visions diamétralement opposées, aidée en cela par un orage intempestif, des pluies diluviennes, l'alcool local et la musique...

## Fiche technique
- Titre français :  Filles des îles
- Titre original : Song of the Islands
- Réalisateur : Walter Lang
- Scénario : Joseph Schrank, Robert Pirosh, Robert Ellis et Helen Logan
- Direction artistique : Richard Day et Joseph C. Wright
- Décors : Thomas Little
- Costumes : Gwen Wakeling
- Photographie : Ernest Palmer
- Montage : Robert L. Simpson
- Musique : David Buttolph et Cyril J. Mockridge (non crédités)
- Direction musicale : Alfred Newman
- Chorégraphe : Hermes Pan
- Production : William LeBaron ; Darryl F. Zanuck (producteur exécutif non crédité)
- Société de production : Twentieth Century Fox
- Société de distribution : Twentieth Century Fox
- Pays d'origine : États-Unis
- Langue : Anglais
- Format : Couleurs (Technicolor)  - 35 mm - 1,37:1 - Son mono  (Western Electric Recording)
- Durée : 76 minutes
- Genre : Film musical et comédie romantique
- Dates de sortie :
  - États-Unis : 5 février 1942 (première à Miami Beach)
  - États-Unis : 13 mars 1942 (sortie nationale)
  - France : 28 juillet 1948

## Distribution
- Betty Grable : Eileen O'Brien
- Victor Mature : Jeff Harper
- Jack Oakie : Rusty Smith
- Thomas Mitchell : Dennis O'Brien
- George Barbier : Jefferson Harper Sr.
- Billy Gilbert : le père de Palola
- Hilo Hattie : Palola
- Lillian Porter : la cousine de Palola
- Hal K. Dawson (en) : John Rodney
- Harry Owens : lui-même
- Mary Stuart (non créditée) : une indigène

## Autour du film
- Si la demi-douzaine de passages chantés apparente le film à une comédie musicale, les décors hawaïens sont d'opérette, recréés pour l'essentiel en studio, sans que cela n'enlève au charme de cette plaisante comédie sentimentale. De beaux extérieurs authentiques apparaissent toutefois par rétroprojection ou même dans quelques plans généraux.
- « Blue Shadows & White Gardenias », un morceau enregistré par le couple-vedette, fut relégué à l'arrière-plan sonore; Victor Mature y était doublé par Ben Gage. Le morceau fut également enregistré par Bing Crosby.